# Públio Curiácio Fisto Trigêmino
Públio Curiácio Fisto Trigêmino ou Varo (em latim: Publius Curiatius Fistus Trigeminus) foi um político da gente Curiácia nos primeiros anos da República Romana eleito cônsul em 453 a.C. com Sexto Quintílio Varo. Foi também decênviro no Primeiro Decenvirato (451 a.C.).

## Consulado
Públio Curiácio foi eleito cônsul em 453 a.C. com seu colega Sexto Quintílio Varo.
Enquanto os romanos aguardavam o retorno da comitiva formada no ano anterior (Espúrio Postúmio Albo Regilense, Aulo Mânlio Vulsão e Sérvio Sulpício Camerino Cornuto) às terras gregas cujo objetivo era propor uma reforma nas instituições romanas com base na constituição de Sólon que desse fim ao eterno conflito entre patrícios e plebeus, a cidade foi vítima de uma fome e de uma epidemia, que vitimou inclusive Sexto Quintílio. Para preencher a posição vaga, Espúrio Fúrio Medulino Fuso foi eleito cônsul sufecto, mas ele também acabou sucumbindo à mesma epidemia.

## Primeiro Decenvirato
Em 451 a.C., Públio Curiácio fez parte do Primeiro Decenvirato, que elaborou a "Lei das Dez Tábuas", completada no decenvirato seguinte para dar origem à Lei das Doze Tábuas.